# Günther de Pairis
Su nombre en alemán es Gunther von Pairis, aunque él siempre usó el latino, Guntherus Parisiensis y en la Patrología latina de Migne se le llama Guntherus Cisterciensis. Nació en 1150 y murió en 1220. Fue un monje cisterciense de la Abadía de Pairis (Alsacia), hoy en día perteneciente a Francia. Escribió fundamentalmente en latín.

## Biografía
Las noticias sobre la vida de este cortesano monje cisterciense son escasas. Las primeras lo describen como un sacerdote y tutor (scolasticus) que frecuentó la Corte de los Hohenstaufen, para la cual compuso dos obras poéticas en latín que denotan su dominio de esta lengua, su excelente cultura humanística y un cierto conocimiento del griego extraño por entonces, obras que valieron ser poeta laureado por el emperador Federico Barbarroja, el primero de que se tiene constancia. Abandonó la Corte en los primeros años del siglo XIII y se retiró como monje cisterciense al pequeño monasterio de Pairis (Alsacia), cerca de Colmar, donde falleció en torno al año 1220.

## Obras
Su principal escrito es De expugnatione urbis Constantinopolitanae seu Historia Constantinopolitana (Historia captae a Latinis Constantinopoleos), escrita sobre 1205, donde adoptando unas veces la forma de la prosa y otras la del verso aborda principalmente los hechos que tuvieron lugar durante el ataque y saqueo de Constantinopla llevado a cabo por los latinos durante la Cuarta Cruzada (abril de 1204). Uno de los propósitos de esta obra fue sobre todo justificar la actuación de su superior, el abad Martin de Pairis, que encargó la obra y había llevado a cabo un verdadero expolio de las reliquias de Constantinopla. De estas ofrece Gunther una lista bastante completa que añade las piadosas razones para su apropiación.
Otras tres obras suyas son:
- Ligurinus, un panegírico escrito en forma de epopeya en hexámetros en el que se esbozan las luchas entre el emperador germánico Federico I Barbarroja y las ciudades del norte de Italia (Liguria) hasta 1160. Sigue el modelo del De bello civili de Marco Anneo Lucano y permite al autor exhibir su cultura clásica. Fue incluida por la Santa Sede en su Índice de Libros Prohibidos mediante decreto de la Sagrada Congregación del Índice de 14 de abril de 1606, tomando como base una edición de 1531 publicada en Estrasburgo.[1]
- Solimarius, un poema sobre la Primera Cruzada del que quedan 232 elegantes versos. El título debe entenderse como «el conquistador de Jerusalén» (Iherosolima), y está dedicado al príncipe Conrado II de Suabia (1173-1196); se trata en realidad de una transposición poética de parte la Gesta Francorum et aliorum Hierosolimitanorum de Roberto el Monje.
- La última, que debió ser también de las postreras que compuso, es devota: De oratione jejunio et eleemosyna libri tredecim.